# Roland Düringer
Pour les articles homonymes, voir Düringer.
Roland Düringer (né le 31 octobre 1963 à Vienne) est un humoriste et acteur autrichien.

## Biographie
Le père de Roland Düringer est costumier au Burgtheater. Il y rencontre l'actrice Herwig Seeböck (de) et participe à des ateliers en même temps qu'Alfred Dorfer. Il obtient un diplôme en génie mécanique et fait partie de l'ensemble de Seeböck. Il commence sa carrière dans les cabarets dans le groupe "Schlabarett" avec Dorfer, Andrea Händler, Eva Billisich et Reinhard Nowak. Ils se séparent en 1992.
Il présente son premier spectacle en solo en 1994, Hinterholzacht, 20 Jahre Abrechnung. La même année, Harald Sicheritz réalise avec les autres membres du groupe le film Muttertag, dans lequel Düringer tient plusieurs rôles. De même en 1995, il fait son second spectacle Superbolic et son second film avec les mêmes, Freispiel. En même temps qu'il est dans la série télévisée Kaisermühlen Blues (de), son troisième one-man-show Benzinbrüder connaît un grand succès.
En 1998, il adapte son premier spectacle au cinéma, Hinterholz 8. Le film devient le plus grand succès du cinéma autrichien, dépassant Titanic. Avec Alfred Dorfer, il crée le sitcom MA 2412 durant quatre saisons et donnant lieu à une adaptation au cinéma. En 2001, il fait son quatrième spectacle. En 2002, il revient à l'écriture de scénario avec le film Poppitz.
Après avoir tourné dans Die Viertelliterklasse (de), ses sketchs ont pour sujet l'automobile puis critiquent la société de consommation, même s'il tourne des publicités. À partir de 2013, il tient un blog vidéo.

## Filmographie
- 1993: Muttertag
- 1995: Freispiel
- 1995-2000: Kaisermühlen Blues (de) (série télévisée)
- 1997: Qualtingers Wien
- 1998: Hinterholz 8
- 1998-2002: MA 2412
- 1999: Fink fährt ab (de)
- 1999: Wanted
- 2000: Der Überfall (de)
- 2001: Dolce Vita & Co (de) (série télévisée)
- 2002: Poppitz
- 2003: MA 2412 - Die Staatsdiener
- 2004 : Les truands cuisinent (c(r)ook)
- 2005: Die Viertelliterklasse (de)
- 2005: Larmes d'avenir (Mutig in die neuen Zeiten 1) (TV)
- 2007: Midsummer Madness
- 2009: Der Fall des Lemming (de)
- 2010: Die Gipfelzipfler (de) (série télévisée)
- 2010: 3faltig
- 2010: Die verrückte Welt der Ute Bock
- 2011: Der wilde Gärtner (de) (série télévisée)
- 2018 : Cops de Stefan A. Lukacs : Heinz Horn